# قائمة مقترحات السلام في الشرق الأوسط
هذه قائمة ترتيب زمني معكوسة لمقترحات السلام في الشرق الأوسط.

## مصالحة الأزمة المصرية
- الاستفتاء على الدستور المصري، 2012
- الاستفتاء على الدستور المصري، 2014

## عملية السلام السورية
- خطة جامعة الدول العربية للسلام
  - بعثة مراقبي جامعة الدول العربية ديسمبر 2011 - يناير 2012
- اقتراح القرار الروسي بشأن الانتفاضة السورية
- خطة كوفي أنان للسلام فبراير - أغسطس 2012
  - بعثة الأمم المتحدة للمراقبة في سوريا
- خطة الأخضر الإبراهيمي للسلام - منذ 17 أغسطس 2012
- مقترحات السلام الأمريكية-الروسية بشأن سوريا - اقتراح مايو 2013 لتنظيم مؤتمر سلام
  - مؤتمر جنيف الثاني حول سوريا - يناير 2014
- اتفاق الزبداني لوقف إطلاق النار - بين المعارضة السورية وحكومة الأسد
- محادثات فيينا للسلام في سوريا
- مبادرة اللجان الأربع
- جنيف الثالث
- جنيف الرابع

## مساعي حل الأزمة اليمنية
- جهود السلام في اليمن
- الانتخابات الرئاسية اليمنية، 2012

## محادثات المصالحة بين فتح وحماس
- اتفاق مكة بين حماس وفتح (2007)
- اتفاقيات القاهرة (2011)
- إعلان الدوحة (2012)
- اتفاق القاهرة (2012)
- اتفاقات فتح وحماس (2014)
- اتفاق القاهرة (2017)

## محادثات إيران النووية
- مجموعة 5+1
- اتفاق لوزان النووي
- خطة العمل المشتركة (2013)
- خطة العمل الشاملة المشتركة (2015)
- مؤتمر وارسو (2019)

## مقترحات سلام حرب العراق
- قرار مجلس الأمن التابع للأمم المتحدة رقم 1441
- مبادرات السلام العراقية الفاشلة
- مبادرة القادة العراقيين 2006
- اختبارات بلير لنزع سلاح العراق

## مبادرات السلام في حرب الخليج
- مؤتمر جنيف للسلام (1991)
- قرار مجلس الأمن التابع للأمم المتحدة رقم 687 - أبريل 1991
- قرار مجلس الأمن التابع للأمم المتحدة رقم 1154 - 1998

## مفاوضاتالصراع التركي الكردي
- محادثات السلام بين تركيا وحزب العمال الكردستاني (1999-2004، غير ناجحة)
- عملية الحل (2012-2015، فشلت)

## المصالحة اللبنانية الداخلية
- معاهدة 17 أيار - إبان الحرب الأهلية اللبنانية
- الاتفاق الثلاثي - 1985 اتفاق إنهاء الحرب الأهلية اللبنانية
- اتفاق الطائف - اتفاقيات السلام اللبنانية الحرب الأهلية
- اتفاق الدوحة - اتفاق المصالحة اللبنانية 2008 عقب أزمة 2007-2008

## عملية السلام في قبرص
- تأسيس قوة حفظ السلام التابعة للأمم المتحدة في قبرص (1964)
- قرار مجلس الأمن التابع للأمم المتحدة رقم 355 (1974)
- خطة أنان لاعادة توحيد قبرص
  - قرار مجلس الأمن التابع للأمم المتحدة رقم 1250 (1999)
  - استفتاءات خطة أنان القبرصية، 2004
- محادثات قبرص 2008-2012
- محادثات قبرص 2014
- محادثات قبرص 2015-2017

## عملية السلام في الصراع العراقي الكردي
- اتفاقيات السلام الكردية في الحرب الأهلية (تم الانتهاء منها في عام 1997)
- اتفاقية الجزائر 1975
- محادثات السلام الكردية العراقية (1970-1974 ، غير ناجحة)
- قانون إدارة الدولة للفترة الانتقالية

## دبلوماسية ومعاهدات السلام العربية الإسرائيلية

### اتفاقيات جامعة الدول العربية وإسرائيل
- مقترحات السلام للكونت فولك برنادوت (1948)
- اتفاقيات الهدنة لعام 1949
- قرار مجلس الأمن التابع للأمم المتحدة رقم 242 (22 نوفمبر 1967)
- بعثة جارنج (1967-1971)
- خطة آلون (26 يوليو 1967)
- مبادرة روجرز (1969)
- اتفاقيات كامب ديفيد (1978)
- معاهدة السلام المصرية الإسرائيلية (1979)
- خطة فهد (1981)
- خطة ريغان (1 سبتمبر 1982)
- مبادرة فاس (9 سبتمبر 1982)
- معاهدة 17 أيار، محاولة سلام فاشلة بين لبنان وإسرائيل (1983)
- معاهدة السلام الأردنية الإسرائيلية (1994)
- مبادرة السلام العربية (28 مارس 2002)
- اتفاقيات إبراهيم (2020)
- الاتفاق السوداني الإسرائيلي (2020)

### عملية السلام الإسرائيلية الفلسطينية
- مؤتمر مدريد 1991
- اتفاقيات أوسلو (1993)
- اتفاقية واي ريفر (23 أكتوبر 1998)
- قمة كامب ديفيد (2000)
- معايير كلينتون (23 ديسمبر 2000)
- قمة طابا (يناير 2001)
- خطة إيلون للسلام (المعروفة أيضًا باسم "المبادرة الإسرائيلية") (2002)
- صوت الشعب (27 يوليو 2002)
- خارطة الطريق للسلام (30 أبريل 2003)
- مبادرة جنيف (20 أكتوبر 2003)
- قمة شرم الشيخ (8 فبراير 2005)
- خطة السلام الفرنسية الإيطالية الإسبانية في الشرق الأوسط 2006
- حل الدولة الواحدة
  - إسراطين (8 مايو 2003)
- حل الدولتين
- حل الدول الثلاث
- مبادرة السلام الإسرائيلية (6 أبريل 2011)
- معايير جون كيري (28 ديسمبر 2016)

## معاهدات السلام التركية
- معاهدة الكسندروبول 1920
- معاهدة سلام قيليقيا 1921
- معاهدة موسكو (1921)
- معاهدة قارص 1921
- معاهدة أنقرة (1921)
- مؤتمر لندن 1921 - 22
- معاهدة لوزان (1923)
- هدنة مودانيا 1922

## الحرب العالمية الأولى واتفاقيات ما بعد الحرب
- اتفاقية سايكس بيكو 1916
- مراسلات الحسين – مكماهون 1916
- معاهدة سيفر 1920
- مؤتمر باريس للسلام 1919
- اتفاقية فيصل وايزمان (1919)

## معاهدات السلام المتعلقة بالسعودية
- بروتوكول العقير لعام 1922

## روابط خارجية
- محاولات الولايات المتحدة للسلام في الشرق الأوسط من الأرشيف الرقمي للعميد بيتر كروغ للشؤون الخارجية